# Criminoso
Um criminoso é um indivíduo que viola uma norma penal sem justificação e de forma reprovável, cometendo, portanto, um crime. Aos criminosos condenados e submetidos a um devido processo legal aplica-se uma sanção criminal, que pode ser uma pena privativa de liberdade, restritiva de direitos ou multa. 
A punição aplicada a um criminoso pode ser de caráter corretivo, com a intenção de reeducar o indivíduo para que não volte a cometer delito, ou de caráter exemplar, com a intenção de desencorajar outras pessoas a cometerem atos semelhantes. Aquele que ajuda um criminoso a cometer um crime, seja na condição coautor ou auxiliando o criminoso com meios, informações ou objetos, é considerado também criminoso, como cúmplice, enquanto aquele que permite que um crime aconteça quando poderia ou deveria ter impedido, é considerado omisso.

## Classificação
Na obra Código Penal Comentado, organizado por Celso Delmanto e outros, os criminosos são classificados em cinco tipos:
- Criminosos impetuosos: são aqueles que cometem crimes movidos por impulso emotivo, como no caso dos crimes passionais ou crimes que ocorrem em uma discussão de trânsito.[3] O criminoso impetuoso costuma se arrepender em seguida.
- Criminosos ocasionais: são aqueles que decorrem da influência do meio, isto é, são pessoas que acabam caindo em "tentação" devido a alguma circunstância facilitadora.[2] Neste caso aplica-se o ditado "a ocasião faz o ladrão". Os delitos mais comuns nesse caso são furto e estelionato. O criminoso ocasional tem chances de se redimir.
- Criminosos habituais: são os profissionais do crime. Normalmente se iniciam no crime durante a adolescência e progressivamente adquirem habilidades mais sofisticadas. Praticam todo tipo de crime e usam de violência com o intuito de intimidar suas vítimas.[2]
- Criminosos fronteiriços: são criminosos que se enquadram em zona fronteiriça entre a doença mental e os indivíduos normais. São pessoas que delinquem devido a distúrbios de personalidade, como transtorno de personalidade antissocial, transtornos sexuais, etc. Ao contrário dos criminosos com deficiência mental os fronteiriços compreendem que suas ações constituem um crime. Em geral são pessoas frias sem valores éticos e morais, que cometem crimes com extrema violência desmotivada.[2]
- Criminosos com deficiência mental: são pessoas que possuem doença mental, isto é, alteração qualitativa das funções psíquicas que compromete o entendimento e a autodeterminação do indivíduo, o qual não entende sua ação como criminosa, ou tem esse entendimento de forma limitada. É o caso dos esquizofrênicos, paranoicos, psicóticos, toxicômanos graves, etc. Em geral agem sozinhos, impulsivamente, sem premeditação ou remorso.[2]